# Fauna a flóra v Koreji
Na Korejském poloostrově žije mnoho živočišných a rostlinných druhů. Na jeho území působí jak chladnější kontinentální podnebí, tak teplejší přímořské podnebí na jižní části poloostrova. Jeho hornatost přispívá k různorodosti prostředí. Mezi endemické druhy se řadí až přes 2 tisíce druhů organismů, příkladem jsou zajíc korejský, srnčík čínský (korejský poddruh), myšice východosibiřská, Rana coreana, borovice korejská a smrk korejský. Korejská demilitarizovaná zóna (DMZ) s lesy a přírodními mokřady je místo s unikátní biodiverzitou, kde žije přes 5000 různých druhů organismů, z toho přes 100 je ohrožených. Toto místo je mediálně populární a také velmi sledováno přírodovědci právě kvůli své unikátnosti.

Srnčík čínský

Populace medvědů, rysů, tygrů, vlků, dhoulů a leopardů, které kdysi hojně obývaly Korejský poloostrov, jsou v současnosti velmi malé, některé druhy jsou vyhubené. Obdobně to je s velkými kopytníky, s výjimkou srnců, vodních jelenů a divokých prasat. 

## Fauna
Volavka bílá jihoasijská (Ardea alba modesta) je od nepaměti symbolem místní přírody a často se zmiňuje ve zdejší poezii. Na Korejském poloostrově žije 515 zaznamenaných druhů ptáků, což v roce 2011 představovalo asi 4 % světového celku. Z velké části se jedná o vodní ptactvo a jeřáby. Volně zde žije také bažant obecný. Jihokorejské mokřady jsou domovem více než jednoho milionu zimujících kachen a hus.
Mezi běžné šelmy patří lasičky, jezevci a kuny, na severu pak i psíci mývalovití.
Na Korejském poloostrově žije značný počet původních druhů sladkovodních ryb, mezi ně patří hlavatka korejská, sumíček japonský, bystřinovec korejský a tungie černá. Endemická mořská fauna zahrnuje rejnoka korejského a okouníka Schlegelova. Biodiverzitu vodních bezobratlých v Koreji je ještě třeba více prozkoumat. Spousta organismů ze skupiny Diplostraca, spadající pod lupenonožce, tvoří kryptické druhy či druhové roje.
Počet druhů hmyzu na Korejském poloostrově se odhaduje na asi 12 300.

### Nebezpečná zvířata

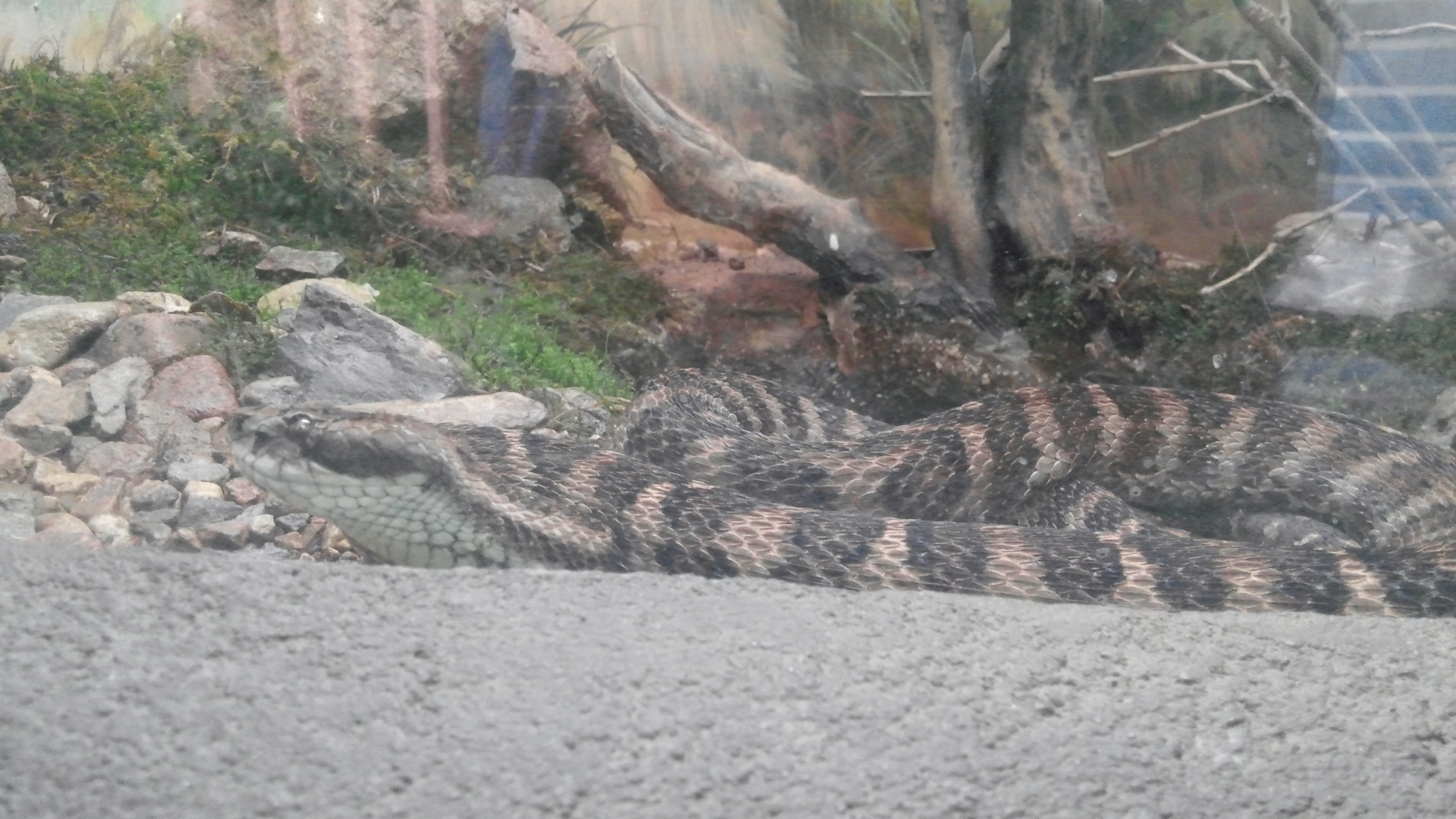
Ploskolebec amurský (Gloydius saxatilis)

V Koreji je možné se střetnou s velkými zvířaty, a utrpět tak fyzická zranění. Nejběžnějším velkým divokým zvířetem je prase divoké.
Další nebezpečí představují jedovatá zvířata. Příkladem nebezpečného hmyzu na Korejském poloostrově je sršeň mandarínská a sršeň asijská. Oba dva druhy mohou člověku způsobit smrt, není však běžné, aby se tak stalo po zasažením jedním jedincem. Sršeň asijská není místním druhem a byla na Korejský poloostrov zavlečena v roce 2003. Z třídy plazů se na Korejském poloostrově vyskytuje několik jedovatých druhů hadů, například ploskolebec východní, užovka tygří, ploskolebec východní a ploskolebec ussurijský. Při uštknutí některým z těchto hadů se doporučuje co nejdříve vyhledat lékařskou pomoc. V přilehlých mořích žijí čtverzubci a medúzovci talířovky.

## Flóra

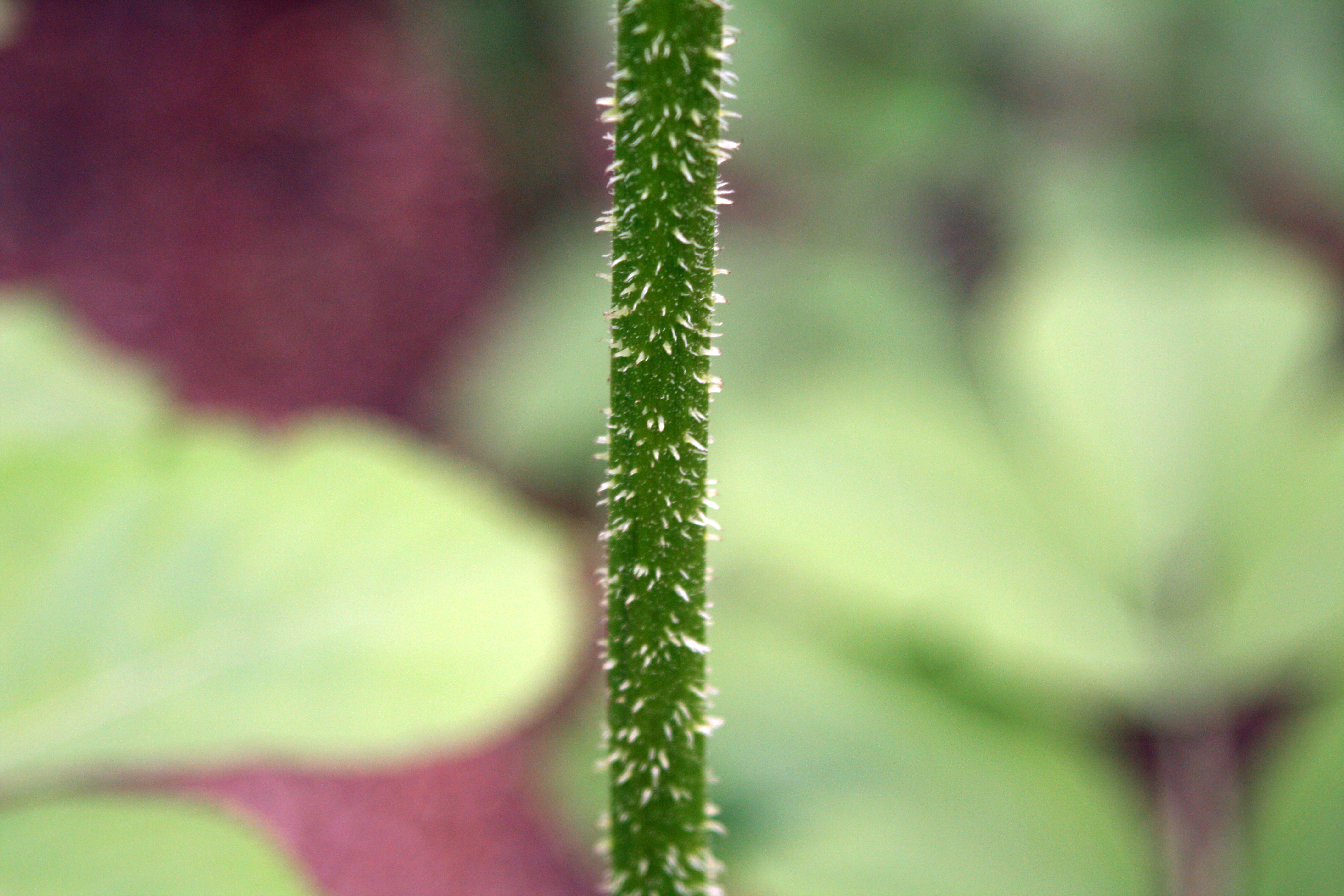
Arálie kontinentální (Aralia continentalis)

Korejský poloostrov je domovem asi 3034 druhů cévnatých rostlin, které patří do 217 čeledí, 1045 rodů. V korejských lesích rostou stálezelené borovice a listnaté stromy – javor, bříza, topol, dub, jasan a jilm. Mezi běžné ovocné stromy patří jabloň, hrušeň, broskev, meruňka, švestka, tomel a kdoulovec čínský. Hornatý povrch Koreje poskytuje vhodné podmínky pro vysokohorské druhy rostlin. Na jižní části poloostrova se však mohou vyskytovat teplomilnější citrusové rostliny. Několik stovek rostlinných druhů je považováno za léčivé.
Ibišek syrský je národní květina Jižní Koreje.

## Ochrana
Jižní Korea je členem Úmluvy o biologické rozmanitosti od roku 1994, má 298 chráněných oblastí, z nichž 289 patří do kategorie IUCN. Národní park Hallasan byl v roce 2002 označen organizací UNESCO jako biosférická rezervace, v roce 2007 za světové přírodní dědictví a v roce 2010 za globální geopark, díky čemuž je ostrov Čedžu jediným místem na Zemi, které získalo všechna tři označení UNESCO v oblasti přírodních věd. V roce 1997 byla založena nezisková organizace International Aid for Korean Animals na podporu ochrany zvířat a humánního zacházení. Animal Rescue Korea pomáhá zvířatům v Jižní Koreji.